# Корнельскорт
Корнельскорт (англ. Cornelscourt; ирл. Cúirt Choirnéil) — пригород в Ирландии, находится в графстве Дун-Лэаре-Ратдаун (провинция Ленстер). Существует местный план развития, согласно которому производятся эстетические и функциональные улучшения дорожного покрытия, уличной мебели и прочего.